# Amalou (Marocco)
Amalou  (in arabo املو‎?) è un centro abitato e comune rurale del Marocco situato nella provincia di Taroudant, regione di Souss-Massa. Conta una popolazione di 3 256 abitanti (censimento 2014).